# نیوکاسل (فیلم ۱۳۹۵)
نیوکاسل فیلمی به کارگردانی محسن قصابیان، تهیه‌کنندگی علی آشتیانی‌پور و نویسندگی علیرضا قاسمی و مهیار رضاخانی محصول سال ۱۳۹۵ است.
این فیلم از تاریخ ۲۶ تیر ۱۳۹۸ در سینماهای ایران اکران شده‌است و در ۳۰ مهر ۱۳۹۸ در شبکه نمایش خانگی پخش شد.

## خلاصه داستان
فرید (حمید گودرزی) ساعت نه صبح با خبر می‌شود که صاحب عمارت قدیمی ساعت نه شب به فرودگاه می‌رسد. حالا او و ساکنینی که فرید بدون اطلاع صاحب خانه آن‌ها را به عمارت آورده تنها دوازده ساعت فرصت دارند تا خانه را خالی کنند و در این میان اتفاقات رخ می‌دهد که شرایط را پیچیده می‌کند...

## بازیگران
- حمید گودرزی
- نسرین مقانلو
- بهرام افشاری
- سحر قریشی
- پژمان بازغی
- رضا ناجی
- نیما شاهرخ‌شاهی
- رضا نبی‌لو
- محمد ذوقی
- رز رضوی
- بابک نوری
- ندا حسینی
- امین مینایی
- داریوش اسدزاده
- مجید شهریاری
- ماهان نورمحمدی

## تولید
ساخت این فیلم در سال ۱۳۹۵ در تهران آغاز شد اما به دلیل مشکلاتی که بین گروه تولید و سرمایه‌گذار پیش آمد نیمه تمام باقی ماند. در سال ۱۳۹۷ پس از گذشت دو سال و با رفع مشکلات سرانجام بخش‌های باقی مانده این فیلم مقابل دوربین رفت.

## موسیقی
| شماره | نام                       | خواننده   | مدت  |
| ----- | ------------------------- | --------- | ---- |
| ۱.    | «آخ بابام» (تیتراژ میانی) | محمد ذوقی | ۳:۰۷ |